# Eredivisie (vrouwenhandbal) 1978/79
De Eredivisie is de hoogste afdeling van het Nederlandse handbal bij de vrouwen op landelijk niveau. In het seizoen 1978/1979 werd Mora/Swift landskampioen. HMS en AHV Swift degradeerden naar de Eerste divisie.

## Opzet
De twaalf teams spelen in competitieverband tweemaal tegen elkaar. De nummer één mag zich landskampioen van Nederland noemen, de nummers elf en twaalf degraderen naar de eerste divisie.

## Teams
| Club                  | Plaats      | Provincie     |
| --------------------- | ----------- | ------------- |
| DVO                   | Sittard     | Limburg       |
| Idem/Hellas           | Den Haag    | Zuid-Holland  |
| HMS                   | Utrecht     | Utrecht       |
| AMC/Niloc             | Amsterdam   | Noord-Holland |
| Van der Voort Quintus | Kwintsheul  | Zuid-Holland  |
| Gewa/Ancora           | Barendrecht | Zuid-Holland  |
| Sittardia             | Sittard     | Limburg       |
| AHV Swift             | Arnhem      | Gelderland    |
| Mora/Swift            | Roermond    | Limburg       |
| Vlugheid en Kracht    | Groningen   | Groningen     |

## Stand
| Pos | Club                  | Wed | W  | G | V  | Ptn | DV  | DT  | +/− | Opmerking                      |
| --- | --------------------- | --- | -- | - | -- | --- | --- | --- | --- | ------------------------------ |
| 1   | Mora/Swift            | 18  | 13 | 4 | 1  | 30  | 202 | 150 | +52 | Landskampioen                  |
| 2   | Idem/Hellas           | 18  | 14 | 1 | 3  | 29  | 274 | 178 | +96 |                                |
| 3   | AMC/Niloc             | 18  | 13 | 2 | 3  | 28  | 211 | 163 | +48 |                                |
| 4   | Vlugheid en Kracht    | 18  | 7  | 7 | 4  | 21  | 179 | 172 | +7  |                                |
| 5   | Sittardia             | 18  | 5  | 6 | 7  | 16  | 174 | 198 | −24 |                                |
| 6   | Van der Voort Quintus | 18  | 6  | 2 | 10 | 14  | 157 | 175 | −18 |                                |
| 7   | Gewa/Ancora           | 18  | 5  | 2 | 11 | 12  | 190 | 217 | −27 |                                |
| 8   | DVO                   | 18  | 4  | 4 | 10 | 12  | 188 | 216 | −28 |                                |
| 9   | AHV Swift             | 18  | 4  | 2 | 12 | 10  | 166 | 214 | −48 | Degradatie naar eerste divisie |
| 10  | HMS                   | 18  | 3  | 2 | 13 | 8   | 155 | 213 | −58 | Degradatie naar eerste divisie |

## Handballer van het jaar
In 1979 werd voor het eerst een handballer en handbalster verkozen voor beste Nederlands handballer van het jaar.
| Pos | Naam              | Club        | Pnt. |
| --- | ----------------- | ----------- | ---- |
| 1   | Hannie de Kok     | Idem/Hellas | 64   |
| 2   | Els Boesten       | Mora/Swift  | 35   |
| 3   | Miep van Beek     | AMC/Niloc   | 28   |
| 4   | Jenny Rogge       | Sittardia   | 25   |
| 5   | Ingrid van Koppen | Idem/Hellas | 15   |